# 熊谷育美
熊谷 育美（くまがい いくみ、1985年〈昭和60年〉5月24日 - ）は、日本の女性シンガーソングライター。宮城県気仙沼市出身・在住。血液型は、A型。所属レコード会社は、テイチクエンタテインメント。業務提携先は、FIRST AGENT。

## 来歴
3歳からピアノに触れており、14歳から今までにオリジナル曲を300余つくる。
歌手を目指して上京するも、挫折して帰郷。一時は音楽を断念しかけたが、2009年（平成21年）1月に「人は皆、不甲斐ないね」でインディーズデビューした。その後、プロデューサーの土屋望に才能を見いだされ、同年11月にタクミノートから「人待雲」でメジャーデビューした。地元宮城県では「帰りたいよ」が東北放送の2010年4月度イチオシパワープレイとなり、同局のテレビおよびラジオでヘヴィー・ローテーションされた。
帰郷して19歳の頃に作った「月恋歌（げつれんか）」が偶然映画監督・堤幸彦の耳に止まり、全国東宝系映画『劇場版TRICK 霊能力者バトルロイヤル』の主題歌に抜擢された。自身が尊敬する鬼束ちひろの後を受けての主題歌となる。監督自身が「この曲しかない。3秒で分かった。声の透明感とかメロディーのうねるカンジとか」と惚れ込んだ。
2010年（平成22年）7月、みなと気仙沼大使に任命された。
2011年（平成23年）3月11日、自らが住む気仙沼市にて、お笑いコンビのサンドウィッチマン（宮城県仙台市出身）と共に、TBCテレビ『サンドのぼんやり〜ぬTV』の企画「ぼんやり〜ぬ遺産を探せ」のロケーション収録をしていた。気仙沼漁港に隣接する観光施設「海鮮市場 海の市」で撮影が終了し、撮影クルーと別れた直後、東日本大震災（東北地方太平洋沖地震）に遭った。本人並びに高台にあった自宅は難を逃れるも、地震と津波で気仙沼湾沿岸市街地は瓦礫の山となり、倒壊した石油タンクから流出した重油などに引火して故郷が火の海と化すのを目の当たりにした。親族と共にしばらく避難所生活をした後、3月23日に香港で開催される「香港アジアポップミュージックフェスティバル」に日本代表として選出されていたため、知人の車で秋田空港に向かい、東京までたどり着いたが、同フェスティバルへの参加を取り止め、東京のマスメディアから被災地の状況を発信し続けた。
2012年（平成24年）1月、気仙沼市大島の観光特使「島おとめ」第1号に任命された。同年3月、東北放送『ウォッチン!みやぎ』の番組内企画から誕生した、
“加藤登紀子 with みちの空（く）”名義の復興支援シングル「わせねでや」（作詞・作曲・共同プロデュースはヒザシ（元ザ・キャプテンズ）が担当）のレコーディングに、ピアノ演奏で参加。その後“加藤登紀子 with みちの空”名義でのライブなどにも参加している。 また、NHK東日本大震災復興支援ソング「花は咲く」プロジェクトにも参加した。
音楽番組において、若者向けの「ミュージックステーション」とシニア層向けの「NHK歌謡コンサート」の両番組に出演を果たしている希少な歌手でもある。
2016年（平成28年）7月放送のラジオ番組内で、東京都在住の男性と入籍を発表した。結婚当初は、熊谷が気仙沼市在住のために、同居しなかった。2021年（令和3年）4月末までに3児の母となった。
2021年（令和3年）1月8日に、生島企画室と業務提携を発表し、セントラルミュージックとマネジメント業務に関する契約が2020年（令和2年）10月30日に終了して円満に退社、独立したことを発表した。
東日本大震災から10年を迎えて宮城県仙台市内に「熊谷育美 運営事務局」を設置する。2020年11月15日、自身がプロデュースするブランド「Ubgoe（産声）」を立ち上げたことを発表した。今後、自身がプロデュースしたグッズとともに、気仙沼市を中心とした職人たちとコラボ商品の展開を考える。

## “満月の夜”定例ライブ
おもに、神谷町「光明寺」で、2010年7月26日から満月の夜に行う定例ライブ「花鳥満月〜光と影〜」を行った。
|                 | 公演日                | 備考 |
| --------------- | --------------------- | --- |
| 第一話          | 2010年7月26日(月)     | 「光明寺」にて。観覧無料。 |
| 第二話          | 2010年8月25日(水)     | 「光明寺」にて。観覧無料。 |
| 第三話          | 2010年9月23日(木・祝) | 体調不良のため、公演中止。 |
| 第四話          | 2010年10月22日(金)    | 「光明寺」にて。観覧無料。 |
| 第五話          | 2010年12月17日(金)    | 「光明寺」にて。観覧無料。 |
| 第六話 「鎮魂」 | 2011年5月17日(火)     | 「光明寺」にて。観覧無料。ラジオでライブの一部がオンエアされた。 また、この回のみサブタイトルが付けられている事を公式ブログの記述により確認できる。 |
| 第七話          | 2011年6月16日(木)     | 「光明寺」にて。観覧無料。 |
| 第八話          | 2011年7月15日(金)     | 「光明寺」にて。観覧無料。 |
| 第九話          | 2011年9月12日(月)     | 「光明寺」にて。観覧無料。 |
| 第十話          | 2011年10月18日(火)    | 東京都青山「月見ル君想フ」にて。ワンマンライブ。 |
| 第十一話        | 2011年12月21日(水)    | 「光明寺」にて。観覧無料。 |
| 第十二話        | 2012年3月8日(木)      | 「光明寺」にて。観覧無料。 |
| 第十三話        | 2012年8月31日(金)     | 「光明寺」にて。観覧無料。 |
| 第十四話        | 2012年11月16日(金)    | 「光明寺」にて。観覧無料。 |

## ディスコグラフィ

### シングル
|              | 発売日         | タイトル                 | 商品形態 | 規格番号  | オリコン最高位 | 初収録アルバム                   |
| ------------ | -------------- | ------------------------ | -------- | --------- | -------------- | -------------------------------- |
| インディーズ | 2009年1月21日  | 人は皆、不甲斐ないね     | 12cmCD   | XQDQ-1931 |                | その先の青へ                     |
| 1st          | 2009年11月18日 | 人待雲                   | 12cmCD   | TECG-21   |                | その先の青へ                     |
| 2nd          | 2010年3月24日  | 帰りたいよ               | 12cmCD   | TECG-23   |                | その先の青へ                     |
| 3rd          | 2010年5月5日   | 月恋歌                   | 12cmCD   | TECG-28   | 36位           | その先の青へ                     |
| 4th          | 2011年4月20日  | 雲の遥か                 | 12cmCD   | TECG-34   | 176位          | その先の青へ                     |
| 5th          | 2012年6月20日  | 強く                     | 12cmCD   | TECG-42   |                | 光                               |
| 6th          | 2013年5月22日  | グッド・バイ・マイ・ラブ | 12cmCD   | TECG-46   |                | 熊谷育美ベストアルバム ～Re:Us～ |

### デジタルシングル
|     | 配信開始日    | タイトル                         | 販売形態               | CD初収録作品                     |
| --- | ------------- | -------------------------------- | ---------------------- | -------------------------------- |
| 1st | 2016年2月24日 | Re:Us Navigation / Sunny Laundry | デジタル・ダウンロード | 熊谷育美ベストアルバム ～Re:Us～ |
| 2nd | 2019年2月14日 | 七つの日                         | デジタル・ダウンロード | 遥かな青                         |
| 3rd | 2019年2月14日 | 恋雪                             | デジタル・ダウンロード | 遥かな青                         |
| 4th | 2022年6月15日 | きみは、たからもの               | デジタル・ダウンロード | 未収録                           |
| 5th | 2022年7月13日 | 旅に出かけよう                   | デジタル・ダウンロード | 未収録                           |
| 6th | 2022年9月28日 | イロナキカゼ                     | デジタル・ダウンロード | 未収録                           |

### アルバム

#### オリジナルアルバム
|     | 発売日         | タイトル     | 規格 | 規格番号   | オリコン最高位 |
| --- | -------------- | ------------ | ---- | ---------- | -------------- |
| 1st | 2011年10月19日 | その先の青へ | CD   | TECG-30056 | 155位          |
| 2nd | 2012年11月21日 | 光           | CD   | TECG-26074 |                |
| 3rd | 2019年3月6日   | 遥かな青     | 2CD  | TECG-36124 |                |

#### ミニアルバム
|     | 発売日        | タイトル | 規格 | 規格番号   | オリコン最高位 |
| --- | ------------- | -------- | ---- | ---------- | -------------- |
| 1st | 2015年1月21日 | PROCEED  | CD   | TECG-21103 | 162位          |

#### ベストアルバム
|     | 発売日        | タイトル                         | 規格               | 規格番号   | オリコン最高位 |
| --- | ------------- | -------------------------------- | ------------------ | ---------- | -------------- |
| 1st | 2016年6月22日 | 熊谷育美ベストアルバム ～Re:Us～ | 初回限定盤 CD＋DVD | TECG-35113 | 181位          |
| 1st | 2016年6月22日 | 熊谷育美ベストアルバム ～Re:Us～ | 通常盤 CD          | TECG-30114 | 181位          |

## タイアップ
| 起用年 | 楽曲                                            | タイアップ                                                                                 |
| ------ | ----------------------------------------------- | ------------------------------------------------------------------------------------------ |
| 2009年 | 人待雲                                          | 朝日放送『ごきげん!ブランニュ』2009年11月度エンディングテーマ                              |
| 2009年 | 人待雲                                          | CBCラジオ『いっしょに歌お!CBCラジオ 今月のうた』2009年11月度                               |
| 2010年 | 月恋歌                                          | 東宝配給映画『劇場版TRICK 霊能力者バトルロイヤル』主題歌                                   |
| 2010年 | 月恋歌                                          | テレビ朝日『TRICK 新作スペシャル2』主題歌                                                  |
| 2012年 | 春の永遠                                        | ドキュメンタリードラマ『Kesennuma,Voices. 東日本大震災復興特別企画～堤幸彦の記録～』主題歌 |
| 2013年 | グッド・バイ・マイ・ラブ                        |                                                                                            |
| 2013年 | グッド・バイ・マイ・ラブ                        | 東映配給映画『くちづけ』主題歌                                                             |
| 2015年 | 未来描画＜ミライスケッチ＞                      | 弘栄設備工業創立60周年イメージソング                                                       |
| 2015年 | 旅路                                            | 東映配給映画『悼む人』主題歌                                                               |
| 2015年 | 旅路                                            | ミヤギテレビ 『ちょっとブレイクタイム』2015年2月度エンディングテーマ                       |
| 2015年 | 旅路                                            | 東北放送 『One Switch Cafe』2015年2月度エンディングテーマ                                  |
| 2016年 | Re:Us Navigation                                | 東北放送『サタデーウォッチン!』エンディングテーマ                                          |
| 2019年 | 笑顔の向こう / 伊東洋平, 中村マサトシ, 熊谷育美 | エフエム仙台 forever green project キャンペーンソング                                      |
| 2019年 | この場所で…                                     | 舞台『星の一番きれいな港町』提供楽曲                                                       |

## 出演

### テレビ
| 放送局       | 番組名                                       | 放送日        |
| ------------ | -------------------------------------------- | ------------- |
| テレビ朝日   | ミュージックステーション                     | 2010年5月7日  |
| NHK総合      | MUSIC JAPAN                                  | 2010年5月16日 |
| フジテレビ   | ミュージックフェア                           | 2010年5月22日 |
| フジテレビ   | ミュージックフェア                           | 2010年5月29日 |
| TBSテレビ    | Nスタ特集                                    | 2011年4月14日 |
| NHK総合      | NHK歌謡コンサート                            | 2011年6月14日 |
| 日本テレビ   | スッキリ!!特集                               | 2011年8月25日 |
| NHK総合      | “花は咲く”スペシャル〜一つの歌がつむぐ物語〜 | 2012年9月5日  |
| ミヤギテレビ | 思い、伝え続ける… 〜今もそしてこれからも〜   | 2014年1月18日 |

### ラジオ
| 番組名                       | 放送局       | 放送時間                                        |
| ---------------------------- | ------------ | ----------------------------------------------- |
| 熊谷育美 僕らの声            | 東北放送     | 日曜 7:30 - 8:00                                |
| 熊谷育美の明日へ向かって!    | Date fm      | 土曜 11:00 - 11:25                              |
| 気仙沼の熊谷育美 略してK.K.I | ラヂオ気仙沼 | 金曜 19:00 - 19:30 月曜 15:00 - 15:30（再放送） |
| 気仙沼の熊谷育美 略してK.K.I | H@!FM        | 土曜 10:00 - 10:30                              |
| 気仙沼の熊谷育美 略してK.K.I | FMねまらいん | 日曜 12:00 - 12:30                              |

※放送終了
| 番組名                       | 放送局  | 放送時間           |
| ---------------------------- | ------- | ------------------ |
| 熊谷育美の "自給自足" な日々 | Date fm | 月曜 12:00 - 12:25 |
| 熊谷育美の "自給自足" な日々 | FM石川  | 金曜 21:30 - 21:55 |
| Music Spice+!                | FM-FUJI | 火曜 24:25 - 24:40 |